# Wilhermsdorf
Wilhermsdorf település Németországban, azon belül Bajorországban. Lakosainak száma 5489 fő (2023. december 31.). Wilhermsdorf Langenzenn és Dietenhofen községekkel határos.

## Népesség
A település népessége az elmúlt években az alábbi módon változott:
| Lakosok száma | 1311 | 2605 | 3475 | 3937 | 4899 | 5071 | 5177 | 5264 | 5495 | 5489 |
|               | 1875 | 1950 | 1975 | 1987 | 2012 | 2014 | 2016 | 2017 | 2021 | 2023 |